# Eymatt
Die Eymatt ist ein Quartier der Stadt Bern. Es gehört zu den 2011 bernweit festgelegten 114 gebräuchlichen Quartieren und liegt im Stadtteil VI Bümpliz-Oberbottigen, dort im statistischen Bezirk Bethlehem. Im Nordwesten grenzt sie an die Aare mit Hinterkappelen am anderen Ufer. Angrenzende Quartiere sind Riedern, Eichholz und Gäbelbach. Im Osten liegt der Grosse Bremgartenwald.
Im Jahr 2022 betrug die Wohnbevölkerung 308 Personen, davon 263 Schweizer und 45 Ausländer.

## Geschichte
Ein erstes Gebäude ist auf einer Karte aus den Jahren 1845–1865 erkennbar, es diente bis 2007 als Forsthaus. An der Mündung des Gäbelbachs in die Aare liegen Gebäude der Mühle Augsburger, die dort seit mehreren Jahrhunderten angesiedelt ist. Bis 1862 bestanden zwei Mühlen – eine Kundenmühle für die Bauern und eine Handelsmühle. 1862 baute die Familie Augsburger beide um, erstellte den Jordenweiher und erhielt so für zwei Turbinen einen höheren Wasserdruck. Die untere Mühle umfasste ursprünglich auch einen Bauernhof. Östlich davon entstand eine Wohnsiedlung, die das Erscheinungsbild wesentlich verändert hat.

## Wirtschaft, Kultur und Bildung
An der Aare befindet sich das TCS-Resort Bern-Eymatt. Die Übernachtung ist mit Wohnwagen, Wohnmobil oder Zelt möglich. Für Personen ohne Ausrüstung existieren zwei Pods, zwei Wohnwagen und sechs Bungalows, die man mieten kann. Restaurant und Laden sind vorhanden. In der Familiengartengenossenschaft Eymatt kann man Gartenparzellen mieten. Die Genossenschaft existiert seit 1946.
Am 28. Oktober 2020 erfolgte nach rund 15 Jahren Planung der erste Spatenstich für das neue Berner Tierzentrum. Das Berner Stimmvolk hatte dem Bau am 4. März 2018 zugestimmt. Es gab zahlreiche Einsprachen, u. a. wegen befürchteter Lärmbelastung, die den Bau verzögerten. Das Grundstück sei aber das Einzige im Grossraum Bern, das sich dafür eigne. Es wurde am 22. September 2022 eingeweiht.
Ein Teil der Bremgarten-Rundstrecke als Motorsportstrecke befindet sich im östlichen Teil. Von 1950 bis 1954 fand dort der Grosse Preis der Schweiz der Formel 1 statt, ebenso Motorradrennen. In der sogenannten zweiten Eymatt-Kurve verunglückte der Motorradfahrer Omobono Tenni 1948 tödlich, am selben Tag in derselben Kurve auch Achille Varzi mit einem Alfa Romeo Tipo 158. Aufgrund des 1955 erlassenen Motorsportverbots in der Schweiz musste die Strecke stillgelegt werden und wurde anschliessend überwiegend zurückgebaut.
Der 1919 gegründete Ruderclub Rowing Club Bern hat sein Clubhaus in der Eymatt.
Postalisch ist Eymatt mit der Postleitzahl 3032 wegen der Nähe zu Hinterkappelen zugeordnet.

## Verkehr
Von Eymatt verkehren die Postautolinien 101 und 107 nach dem Zentrum. Die Hauptstrasse 235 verbindet Bern über die Kappelenbrücke mit Wohlen. Östlich davon führt der Stägmattsteg, eine Fussgängerbrücke, über die Aare.